# Torre (stacja kolejowa)
Torre – stacja kolejowa na przedmieściach Torquay, w hrabstwie Devon na linii kolejowej Riviera Line. Stacja niewyposażona w sieć trakcyjną. W pobliżu stacji zabytkowa parowozownia kolei powietrznej.

## Ruch pasażerski
Stacja w Torre obsługuje ok. 301 996 pasażerów rocznie (dane za rok 2021/2022). Posiada bezpośrednie połączenia z następującymi większymi miejscowościami:  Bristol, Exeter, Paignton, Torquay. 

## Obsługa pasażerów
Automaty biletowe, przystanek autobusowy, postój taksówek. Pociągi odjeżdżają ze stacji co godzinę.